# Калифорния (полуостров)
Калифо́рния (Нижняя Калифорния, исп. Baja California или Калифорнийский полуостров) — длинный и узкий полуостров на западе Северной Америки, в северо-западной Мексике. Омывается Тихим океаном на западе и Калифорнийским заливом на востоке. Его длина составляет 1200 км, а максимальная ширина 240 км. На полуострове расположены мексиканские штаты Нижняя Калифорния и Южная Нижняя Калифорния. По площади (144 тыс. км²) полуостров соразмерен с Апеннинским полуостровом (ок. 149 тыс. км²) и является в два раза более крупным, чем Флорида. Бо́льшая часть Нижней Калифорнии представляет собой пустыню (Сонора и Нижнекалифорнийская пустыня).
На севере полуостров прилегает к штату Калифорния (США) и западной части мексиканского штата Сонора, на западе его омывает Тихий океан, а на востоке Калифорнийский залив. Оба побережья весьма отличаются друг от друга. На западном побережье, вдоль которого протекают холодные морские течения из глубин Тихого океана, в заливе Эль-Вискаино и лагуне Охо-де-Льебре можно наблюдать китов, мигрирующих к тропическим широтам и назад. Калифорнийский залив, также именующийся в честь своего открывателя «Морем Кортеса» (исп. Mar de Cortez), более похож на Средиземное море, так как температура воды в нём существенно выше. На севере залива в него впадает река Колорадо или то, что от неё остаётся ниже Плотины Гувера.
На севере залива из-за высокой амплитуды приливов и отливов на мелководье существуют сильные течения. Южнее залив весьма тихий. В некоторых местах ночью можно наблюдать интересные феномены биолюминесценции, а также дельфинов и тюленей во время охоты. У западного побережья полуострова сосредоточены значимые рыболовные пространства. Небо на тихоокеанском побережье часто затянуто облаками. Летом туманы на нём держатся далеко за полдень.
Единственной трассой, идущей через весь полуостров с севера на юг, с 1976 года является Транспенинсуларное шоссе (англ. Transpeninsular, дословно — «Транс-полуостровное»). Оно идёт от границы с США до самого южного населённого пункта полуострова Кабо-Сан-Лукас. Он является четвёртым по величине морским курортом Мексики после Канкуна, Пуэрто-Вальярты и Акапулько.
В январе на юге от +16 °C, а на севере от +8 °C. В июле от +24 °С на юге, а на севере от +16 °С.
На полуострове расположен мыс Сан-Лукас, являющийся его самой южной точкой. Близ мыса расположен Кабо-Сан-Лукас. Ближайший крупный остров — Санта-Маргарита, ближайший крупный город — Ла-Пас.